# جورج (أستاذ جامعي)
جورج (بالروسية: Георгий)‏ هو قسيس روسي، ولد في 26 يناير 1934 في Bedrino, Vladimir Oblast ‏ في روسيا، وتوفي في 1 أبريل 2011 في كالوغا في روسيا بسبب سكتة.